# Bataille des Portes ciliciennes
Guerres byzantino-arabes
Batailles
- Mu'tah (629)
- Ajnadayn (634)
- Damas (634)
- Fahl (635)
- Yarmouk (636)
- Jérusalem (636-637)

- Héliopolis (640)
- Nikiou (646)

- Sufétula (647)
- Tahouda (683)
- Mammès (688)
- Carthage (698)
- Oued Nini (698)

- 1re Constantinople (674-678)
- Sébastopolis (692)
- Tyane (~708)
- 2e Constantinople (717-718)
- Andrinople (718)
- Nicée (727)
- Akroinon (740)

- Kamacha (766)
- Invasion de l'Asie Mineure (782)
- Kopidnadon (788)
- Krasos (804)
- Invasion de l'Asie Mineure (806)
- Anzen (838)
- Amorium (838)
- Mauropotamos (844)
- Poson (863)
- Bathys Ryax (872 ou 878)

- Syracuse (877-878)
- Stelai ou 1re Milazzo (880)
- 2e Milazzo (888)
- Taormine (902)
- Garigliano (915)
- Détroit (965)
- Georges Maniakès en Sicile (1038-1040)

- Phœnix de Lycie (655)
- Keramaia (746)
- Conquête musulmane de la Crête (années 820)
- Damiette (853)
- Raguse (866-868)
- Kardia (~872-873)
- Golfe de Corinthe (~873)
- Céphalonie (880)
- Chalcis (~883)
- Thessalonique (904)

- Portes ciliciennes (878)
- Campagnes de Jean Kourkouas (926-944)
- Marach (953)
- Raban (958)
- Andrassos (960)
- Campagnes de Nicéphore II Phocas (956-969)
- Chandax (960-961)
- Alexandrette (971)
- Campagnes de Jean Tzimiskès (~950-975)
- Gués de l'Oronte (994)
- Alep (994-995)
- Apamée (998)
- Campagnes de Basile II (979-999)
- Azâz (1030)

La bataille des Portes ciliciennes est une lourde défaite des forces arabes commandées par Abdallah-ibn-Rachid face aux forces byzantines de l'empereur Basile Ier en 878.

## Bataille
Depuis son avènement, Basile s'efforçait de renforcer ses défenses en Asie Mineure notamment en essayant d'attirer les peuples pauliciens ou arméniens dans son camp. Après sa lutte contre les Pauliciens, il décide de couper les routes d'invasion autrefois utilisées par les Arabes. Un succès important fut la prise de la forteresse de Loulouas sur la route de Tarse à Constantinople. Les émirs arabes essayèrent de réagir mais il leur était difficile de pénétrer dans le territoire byzantin à l'image de Abadallah-ibn-Rachid qui, après avoir ravagé le sud de le Cappadoce, fut surpris près des Portes ciliciennes où son armée fut détruite et lui-même capturé par l'armée des thèmes de la région.

## Conséquences
Peu après ce succès cinq stratèges attaquèrent le territoire d'Adana où Basile vint les rejoindre : la frontière de la Syrie fut franchie et quelques places furent prises ou détruites (879).